# Stefan Stannarius
Stefan Stannarius (ur. 20 października 1961 w Gräfenthal) – niemiecki skoczek narciarski reprezentujący NRD. Najlepsze wyniki w Pucharze Świata osiągnął w sezonie 1982/1983, kiedy zajął 24. miejsce w klasyfikacji generalnej.
Brał udział w Mistrzostwach Świata w Seefeld in Tirol oraz Igrzyskach w Sarajewie, ale bez sukcesów.

## Puchar Świata w skokach narciarskich

### Miejsca w klasyfikacji generalnej
- sezon 1981/1982: 63
- sezon 1982/1983: 24
- sezon 1983/1984: 32
- sezon 1984/1985: –

### Miejsca na podium chronologicznie
- Engelberg (30 stycznia 1983) – 3. miejsce

## Igrzyska Olimpijskie
- Indywidualnie
  - 1984 Sarajewo (YUG) – 9. miejsce (duża skocznia), 4. miejsce (normalna skocznia)

## Mistrzostwa Świata
- Indywidualnie
  - 1985 Seefeld in Tirol (AUT) – 12. miejsce (normalna skocznia)